# To som elsker hinanden (film fra 1944)
 For alternative betydninger, se To som elsker hinanden. (Se også artikler, som begynder med To som elsker hinanden)
To som elsker hinanden er en dansk film fra 1944.
- Manuskript og instruktion Charles Tharnæs.
- Musik af Emil Reesen

Blandt de medvirkende kan nævnes:
- Maria Garland
- Bodil Kjer
- Ebbe Rode
- Petrine Sonne
- Aage Fønss
- Mogens Davidsen
- Aage Winther-Jørgensen
- Valsø Holm
- Valdemar Møller